# Rustyka (imię)
Rustyka – imię żeńskie pochodzenia łacińskiego, od rusticus – "rustykalny". Patronem tego imienia jest św. Rustyk, mnich (V wiek).
Rustyka imieniny obchodzi 25 kwietnia, 17 sierpnia, 10 października, 14 października i 26 października.